# Neustadtgödens

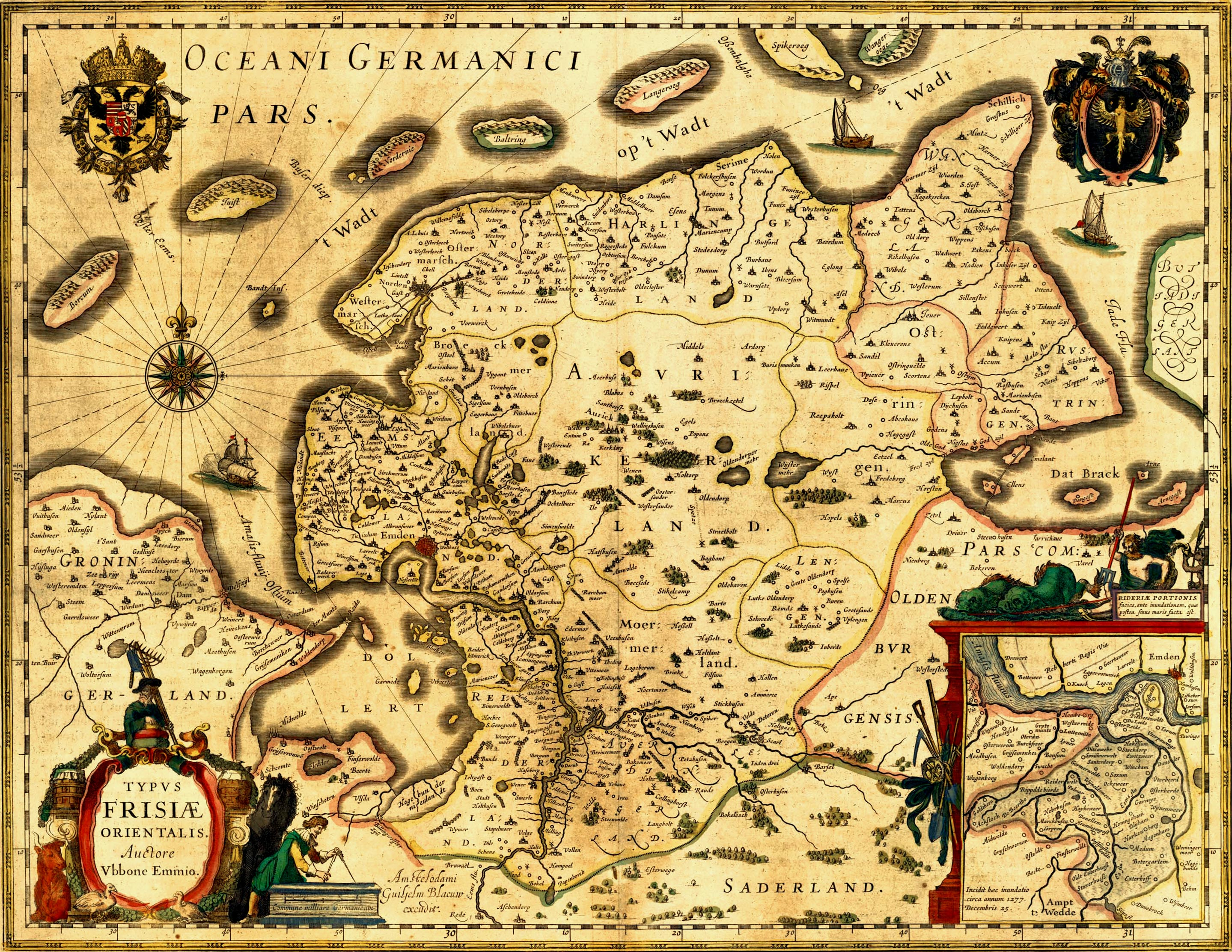
Ostfriesische Halbinsel um 1600
Neustadtgödens (Niestat) ist bereits auf der Karte verzeichnet

Neustadtgödens ist ein Ortsteil der Gemeinde Sande im Landkreis Friesland in Niedersachsen. Vor der Gemeindereform von 1972 gehörte es zum Landkreis Wittmund und war ein Teil Ostfrieslands.

## Geschichte

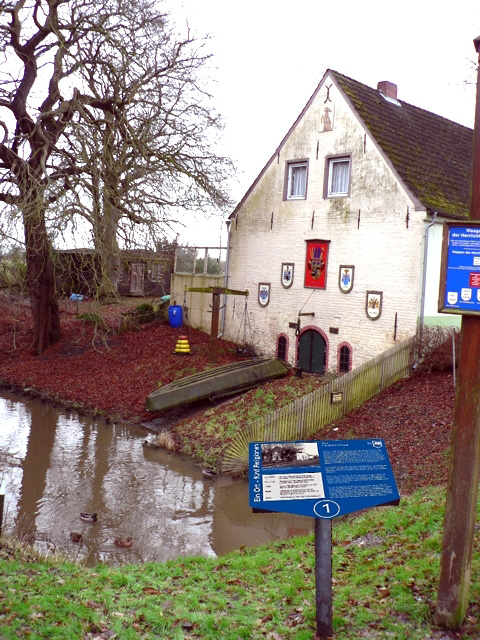
Ehemaliger Sielhafen mit Waagehaus

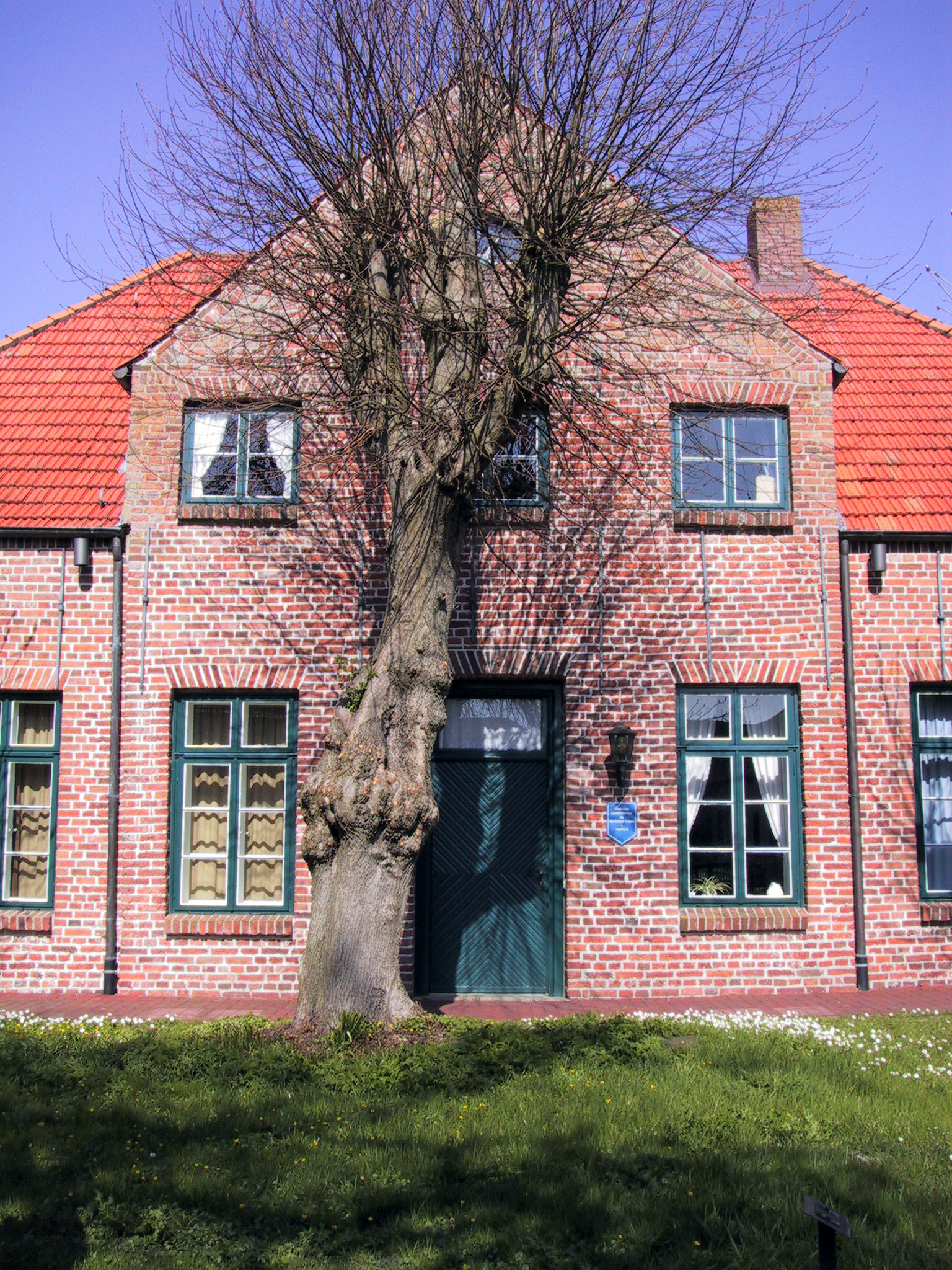
Landrichterhaus, heute Museum

Nach der Antoniusflut von 1511, bei der der Jadebusen seine größte Ausdehnung erreichte, begannen in der Herrlichkeit Gödens umfangreiche Eindeichungsmaßnahmen. Im Zuge dieser Maßnahmen wurde 1544 ein Siel errichtet, das die Keimzelle des Ortes bildete. Die Besitzer der Herrlichkeit, die Familie von Frydag, warben durch religiöse Toleranz viele Glaubensflüchtlinge in die Planstadt, die nach dem Herrschaftssitz Gödens die Bezeichnung Neustadt Gödens erhielt. Unter den ersten Siedlern waren vor allem mennonitische Glaubensflüchtlinge. Viele von ihnen waren gezielt angeworbene niederländische Fachkräfte.
Neustadtgödens entwickelt sich bald zu einem bedeutenden Handelsort mit prosperierendem Hafen und guten Handelsverbindungen. Viele seiner Bewohner lebten von Handel und Schifffahrt. Doch nach dem Bau des Ellenser Damm 1595 durch Graf Johann VII. von Oldenburg wurde der ostfriesische Sielort vom Meer abgeschnitten. Erst durch Verhandlungen vor dem Reichskammergericht konnten der oldenburgischen Seite Zugeständnisse, die die weitere Entwicklung des Ortes begünstigten, abgerungen werden. Die Einwohner wandten sich nach dem Bau des Dammes nun vor allem dem Handel und der Weberei zu. Für das Bleichen der gewebten Stoffe wurden am Rande des Ortes größere Bleichwiesen (die Bleichen) geschaffen.
Von den Wirren des Dreißigjährigen Krieges blieb Neustadtgödens mit Hilfe von Ausgleichszahlungen an den Grafen Peter Ernst II. von Mansfeld, der im restlichen Ostfriesland wütete, weitgehend verschont. Mit der Heirat Franz Ico von Frydag zu Gödens und der katholischen Margarethe Elisabeth von Westerholt begann eine Zeit ungewöhnlicher religiöser Toleranz. Franz Ico gestattete seiner Frau, ihren katholischen Glauben im Schloss Gödens auszuüben.
In der Folgezeit zogen Bewohner anderer Konfessionen in den Ort, so dass innerhalb von nur fünfzig Jahren fünf Gotteshäuser in dem Ort entstanden, der um diese Zeit etwa 700 bis 800 Einwohner hatte. Neben den Mennoniten lebten hier Menschen lutherischen, reformierten, katholischen und jüdischen Glaubens.
Mit der Verwaltungsreform vom 1. Juli 1972 wurde die Gemeinde Gödens mit den Ortschaften Neustadtgödens, Altgödens und Dykhausen in die Gemeinde Sande eingegliedert. Die Fläche der Gemeinde Sande vergrößerte sich damit um das Doppelte auf 45 km2.

## Wappen
| | Blasonierung: „Von Gold (Gelb) und Blau im Zinnenschnitt geteilt; oben ein wachsender rotbewehrter schwarzer Löwe, der in den Pranken ein schwarzes Richtrad (Wederad) hält; unten drei zwei zu eins gestellte silberne (weiße) Ringe.“ |
| Wappenbegründung: Das von Alfred Brecht entworfene und am 24. September 1963 vom Regierungspräsidenten in Aurich an die Gemeinde Gödens verliehene Wappen, vereint die Symbole der ehemaligen Besitzer von Schloss Gödens. Der schwarze Löwe in Gold war das Wappen Edo Boings, des ersten Häuptlings der Herrlichkeit Gödens Ende des 14. Jahrhunderts. In weiblicher Erbfolge kam die Herrlichkeit im 16. Jahrhundert in den Besitz der der westfälischen Adelsfamilie von Frydag, die im blauen Schild drei silberne Ringe führten und im Jahre 1746 gin das Gebiet durch Heirat der Erbtochter mit dem Freiherrn Erhard von Wedel an dieses Geschlechts über, welche ein schwarzes Richtrad in Gold im Wappen führte. Der Zinnenschnitt symbolisiert das Schloss Gödens. | |

## Religionsgeschichte
Der Religionsfrieden von Augsburg gab den Landesherren das Recht, für alle Bewohner ihres Herrschaftsgebietes die Religion festzulegen (siehe auch: Cuius regio, eius religio). Dieses Recht wurde in Ostfriesland jedoch nicht von den Grafen und Fürsten ausgeübt, sondern ging an die einzelnen Territorialherren über, die in ihren Herrlichkeiten bestimmten, welche Religion für das jeweilige Gebiet galt. Besitzer der Herrlichkeit Gödens war das Geschlecht von Frydag. Franz Ico von Frydag (1606–1652), selbst reformiert, war mit der katholischen Margarethe Elisabeth von Westerholt verheiratet und stellte seinen Nachkommen die Wahl des Bekenntnisses frei. Darüber hinaus gewährten er und seine Nachfolger als Besitzer der Herrlichkeit Gödens Lutheranern, Reformierten, Katholiken, Mennoniten und Juden eine Heimstatt in Neustadtgödens.

### Mennoniten

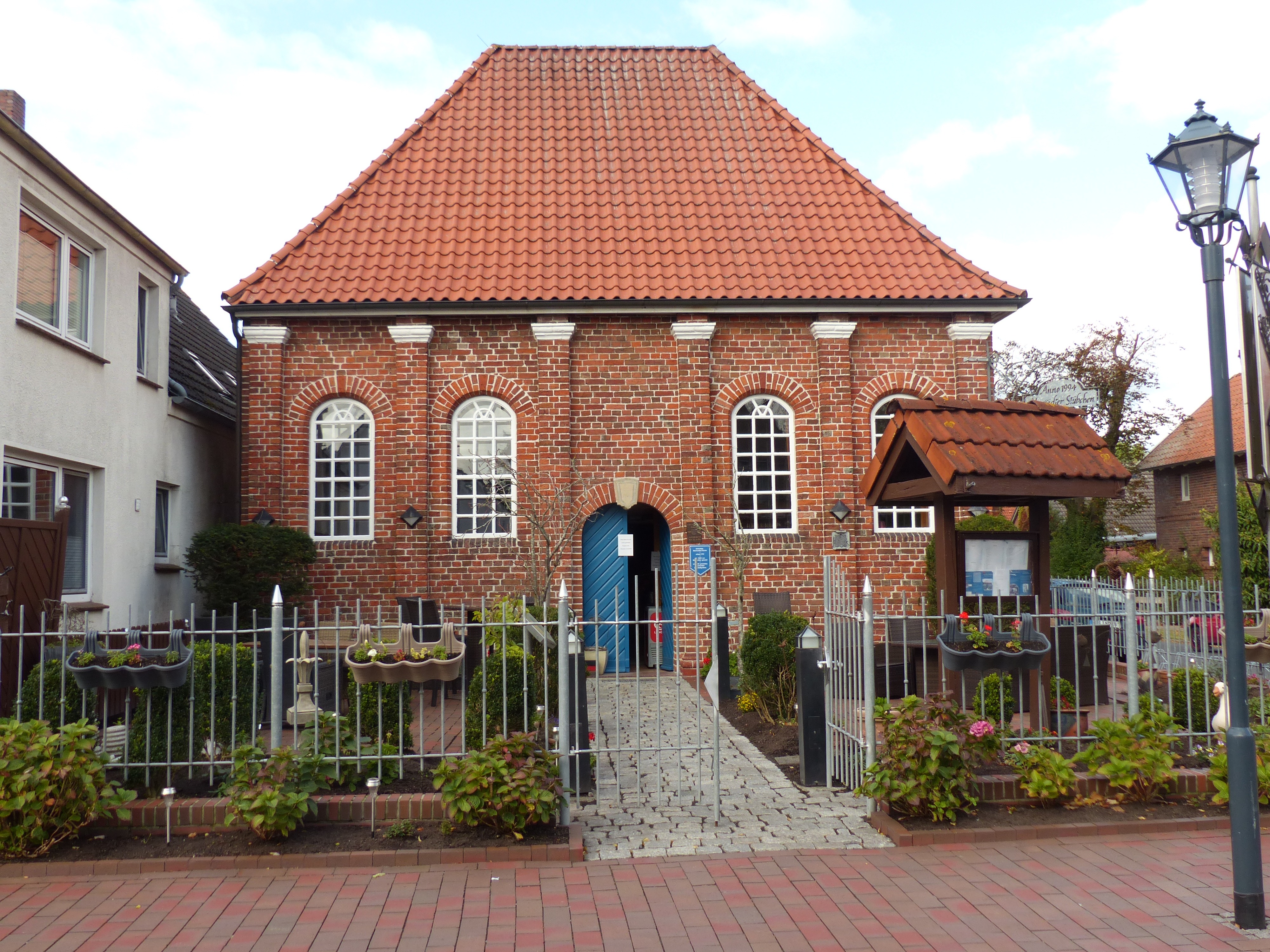
Ehemalige Mennonitenkirche

Die Mennoniten waren die erste fremde Religionsgemeinschaft des Ortes. Die ersten kamen wohl ab 1544, in stärkerem Ausmaß ab 1566, vor allem aber nach dem Dreißigjährigen Krieg als Deicharbeiter aus den Niederlanden. Später arbeiteten viele von ihnen als Leinenweber. Seit 1709 besaßen sie ein eigenes Bethaus, und 1741 wurde ihnen schließlich als letzte christliche Konfession im Ort der Bau einer eigenen Kirche in der Brückstraße gestattet. Die Kirche (Vermaning) ist ein schlichter im Stil des Klassizismus gehaltener Ziegelbau. Er wurde bis 1865 von den Mennoniten genutzt und steht heute unter Denkmalschutz.
Nach dem Dreißigjährigen Krieg stellte die Familie von Freydag den Mennoniten Gemeinschaftsschutzbriefe aus, was eine weitere Zuwanderung aus den Niederlanden, Emden und Leer zur Folge hatte. Im Laufe des 17. und 18. Jahrhunderts entwickelte sich die mennonitische Gemeinde zur größten in Ostfriesland. Ab Ende des 18. Jahrhunderts nahm die Zahl der Gemeindemitglieder jedoch stark ab, so dass 1841 hier die letzte Predigt gelesen wurde und das Gebäude verfiel. 1875 [!?] wurde die Gemeinde aufgelöst. Zeitweise wurde der Bau als Militärdepot, ab 1934 als Turnhalle und Feuerwehrhaus genutzt. Nach 1958 diente sie dem Begräbnisgottesdienst der lutherischen Gemeinde. Heute ist in der früheren Mennonitenkirche ein Café eingerichtet.

### Lutheraner

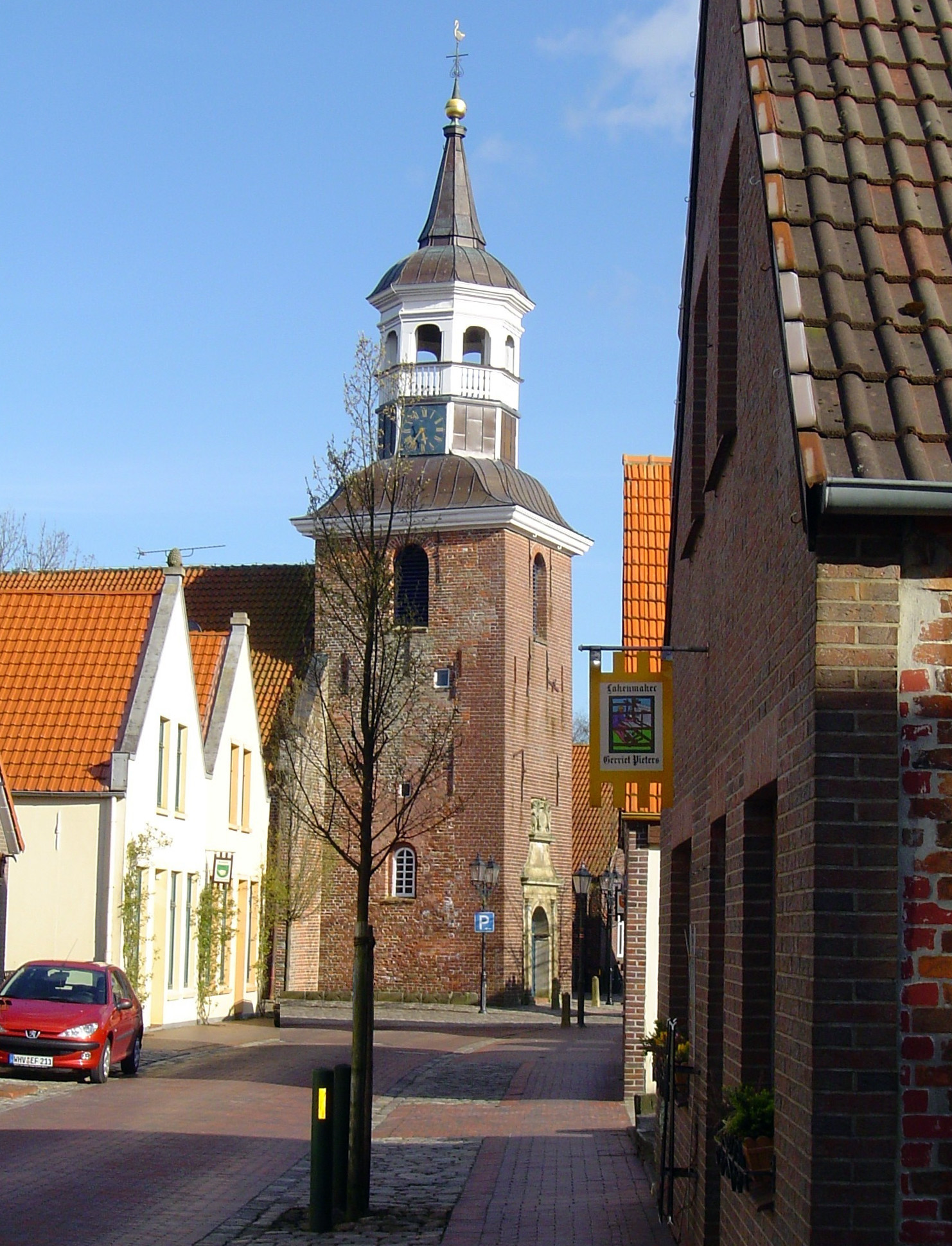
Die lutherische Kirche

Mit der Zuwanderung aus dem lutherischen Jeverland, Oldenburg und später auch aus Ostfriesland stellten die Lutheraner bereits Ende des 17. Jahrhunderts über die Hälfte der Einwohner in Neustadtgödens. Die lutherische Kirche wurde als erstes Gotteshaus der Stadt 1695 eröffnet. Der jetzige Kirchturm wurde erst 1714 angebaut. In dem Turm befindet sich ein Sandsteinportal, über dem die Wappen des Grafen Burchard Philipp von Fridag und seiner Frau abgebildet sind. Die Orgel wurde 1796–98 von Johann Gottfried Rohlfs erbaut und 1990 von der Firma Alfred Führer renoviert und erweitert. Seitdem verfügt sie über 15 Register auf zwei Manualen und Pedal.

### Reformierte

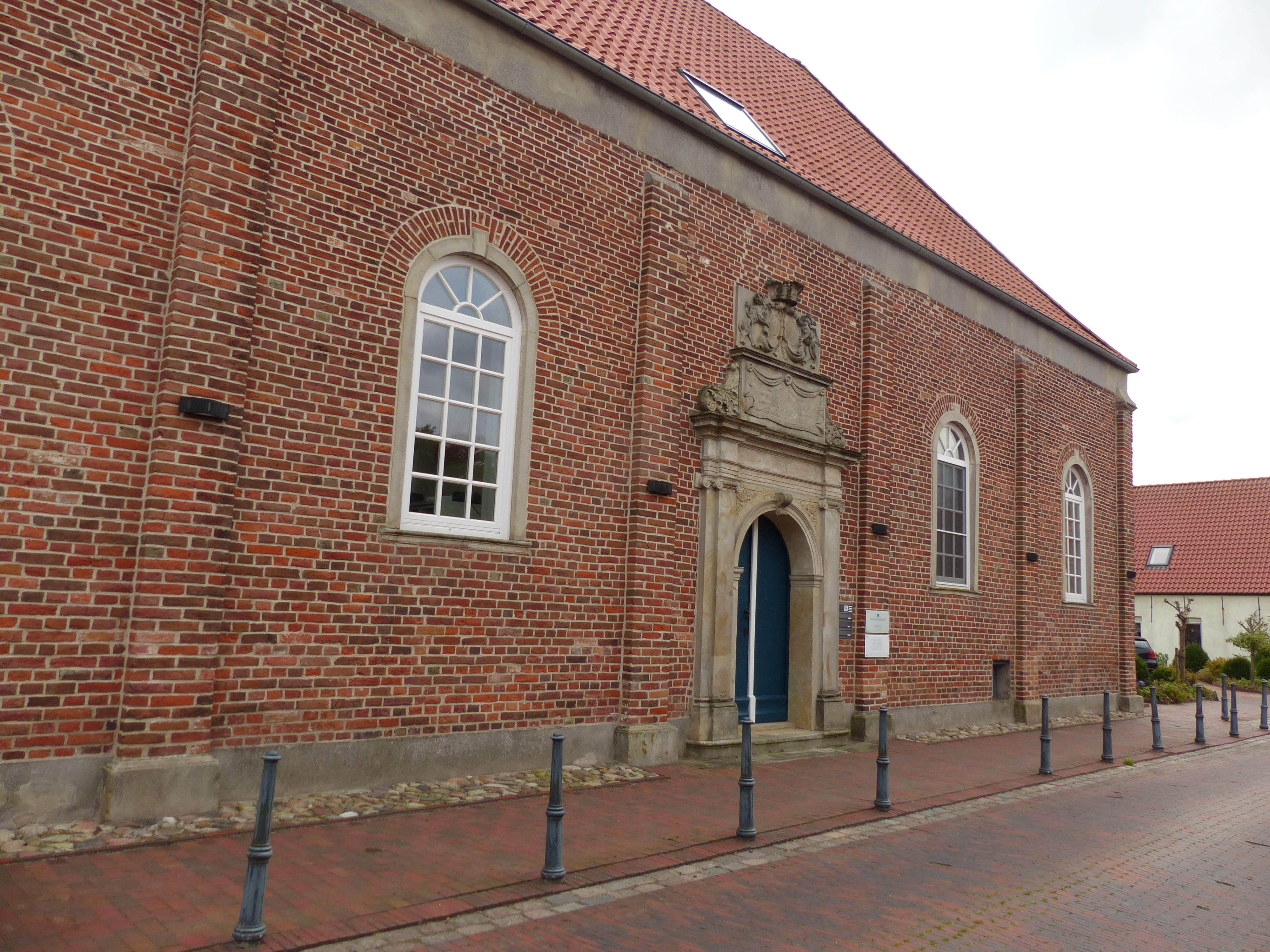
Die Reformierte Kirche

Die Herrlichkeit Gödens schloss sich schon früh der evangelisch-reformierten Konfession an. Auch unter den Einwohnern des neu gegründeten Neustadtgödens waren viele Reformierte, die in den ersten Jahren noch die Kirche im benachbarten Dykhausen mitbenutzen mussten, wo in seinen letzten Lebensjahren auch der frühere Täufer Gerhard Westerburg als Pastor gewirkt hatte. Mit Hilfe von Spenden konnte 1715 schließlich eine eigene reformierte Kirche in Neustadtgödens gebaut werden. Wie die lutherische hat auch die reformierte Kirche ein Sandsteinportal mit den Wappen des Grafen Fridag von Gödens. Bis zur Mitte des 20. Jahrhunderts besaß die heute denkmalgeschützte Kirche noch einen Dachreiterturm mit Kuppeldach. Nach dem Zweiten Weltkrieg wurde die Kirche verkauft. In dem Gebäude befinden sich heute Ferienwohnungen.

### Katholiken

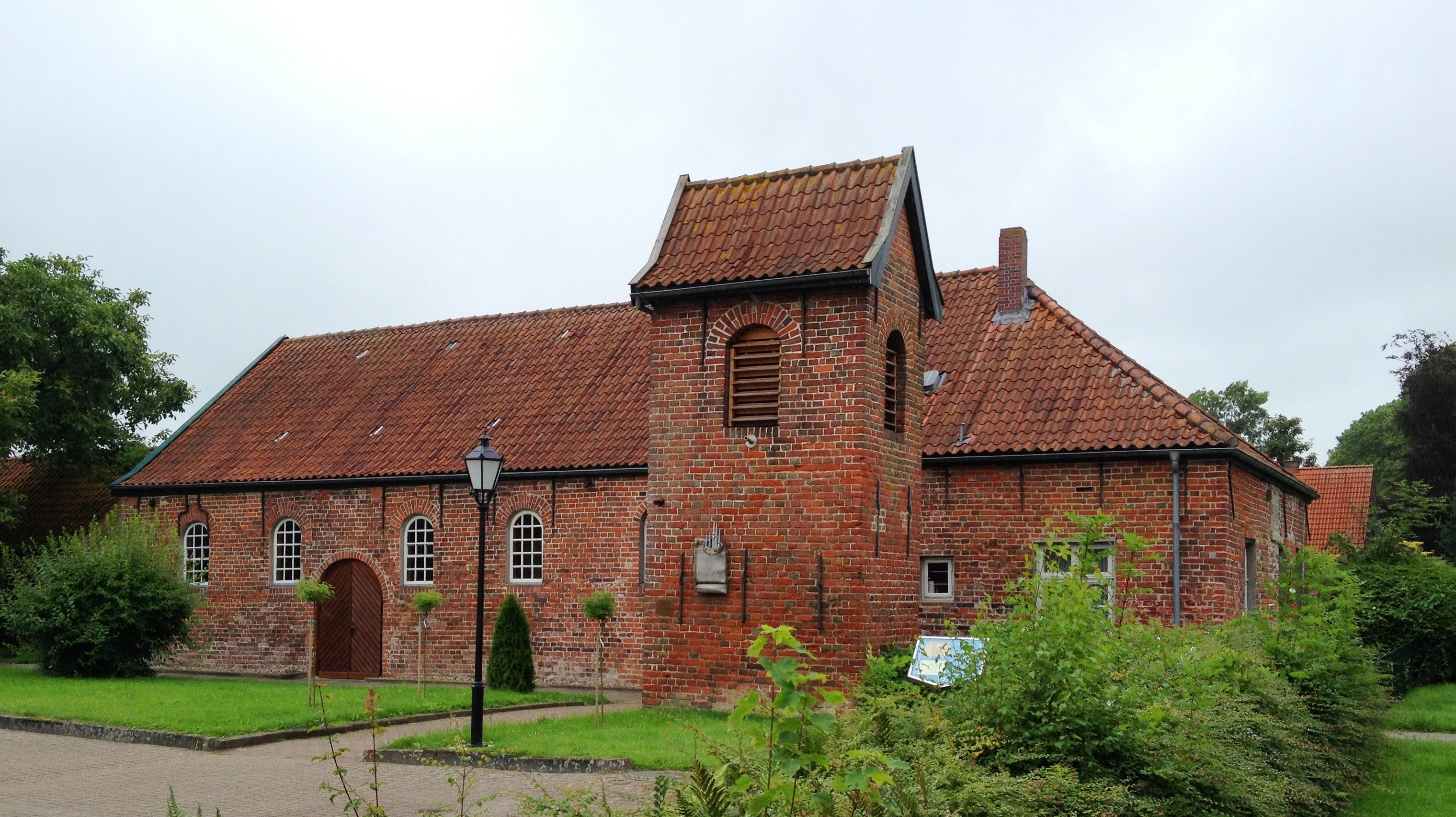
Die katholische Kirche

1715 wurde als erste katholische Kirche Ostfrieslands nach der Reformation die St.-Josefs-Kirche gebaut. Ihr Bau geht auf die Verbindung des Grafen Franz Ico von Frydag mit der Katholikin Margarethe von Westerholt zurück, deren beiden ältesten katholisch erzogenen Söhne über eine Intervention beim deutschen Kaiser hier schon 1692 die erste katholische Missionsstelle im sonst protestantischen Ostfriesland aufbauten; die ersten Missionare waren Jesuiten, denen ab den 1710er-Jahren bis 1822 von Aschendorf aus Franziskaner folgten; danach waren die Seelsorger Diözesanpriester des Bistums Osnabrück.

### Jüdische Gemeinde
Hauptartikel: Jüdische Gemeinde Neustadtgödens

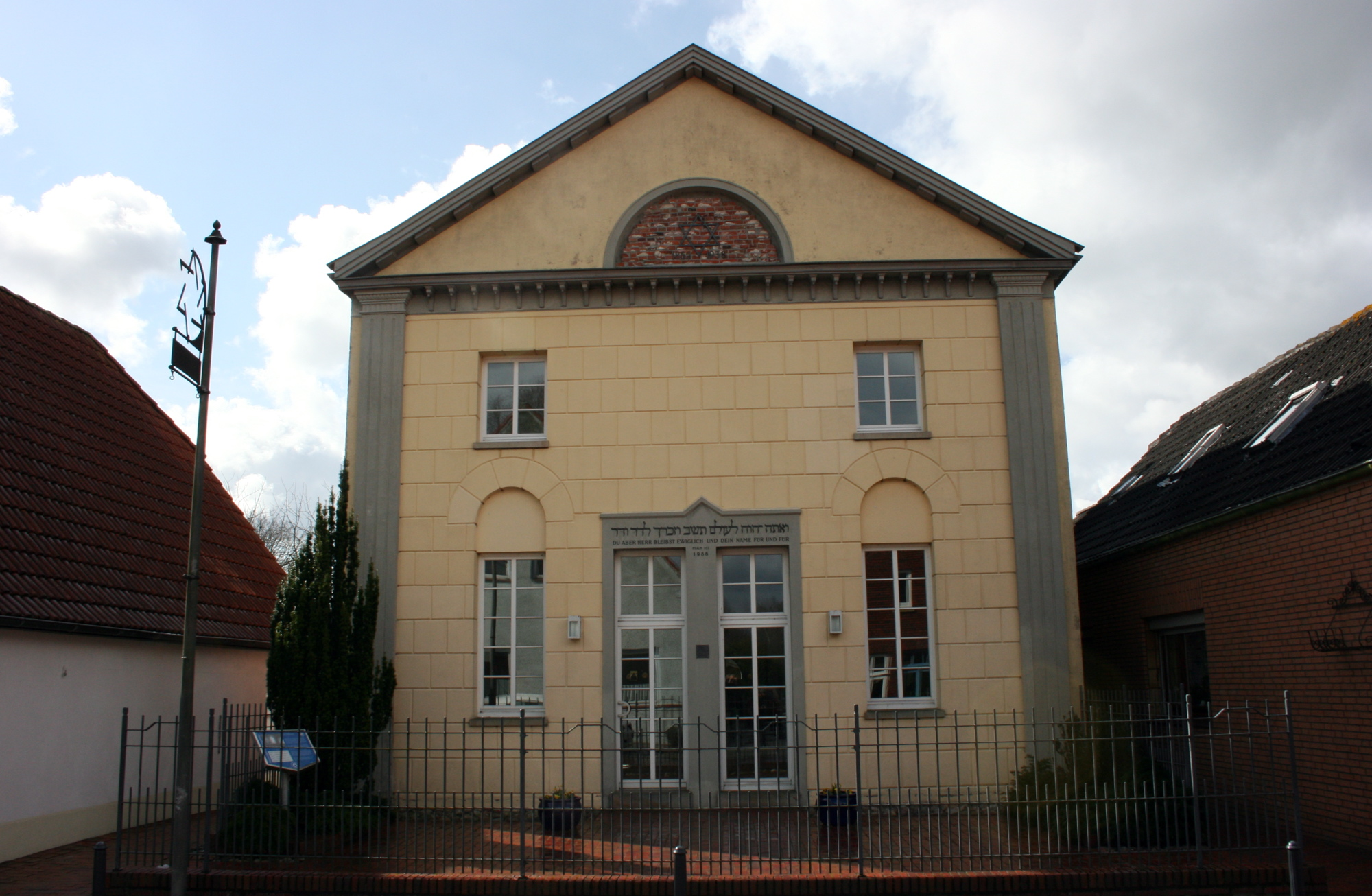
Synagoge in Neustadtgödens

Die ersten Juden ließen sich im Dreißigjährigen Krieg in Gödens nieder. Erstmals wurden sie 1640 im Einnahmeregister der Herrlichkeit erwähnt. 1708 erhielten sie die Erlaubnis zur Errichtung eines Friedhofes und einer Synagoge in Neustadtgödens, die erstmals 1752 erwähnt wird. 1782 wurden bei einem Pogrom nach dem jüdischen Purimfest die Fenster jüdischer Einwohner eingeworfen. Die Bewohner wurden dafür später entschädigt. 1852 errichtete die Gemeinde ein neues Bethaus im Stil einer kleinen Stadtsynagoge, welche heute noch erhalten ist. In dieser Zeit stellten die Juden ein Viertel der Einwohnerschaft des Ortes. Am Ende des 19. Jahrhunderts bedingten wirtschaftliche Gründe einen verstärkten Wegzug der Juden aus Neustadtgödens. Schon Anfang der dreißiger Jahre wurde die Synagoge kaum noch genutzt, da nicht mehr genügend Gläubige im Ort lebten. 1936 wurde in der Synagoge der letzte Gottesdienst abgehalten; am 27. Juni 1938 wurde das Gebäude an einen Privatmann aus Wilhelmshaven verkauft und überstand so die Novemberpogrome 1938 neben der Synagoge in Dornum als einziges jüdisches Gotteshaus im historischen Ostfriesland.

## Kultur und Sehenswürdigkeiten
Neben den schon genannten fünf Sakralbauten gibt es weitere Sehenswürdigkeiten wie das Waagehaus und das Landrichterhaus.
Direkt am Siel befindet sich das historische Waagehaus. Es diente zum Wiegen sämtlicher am Sielhafen gehandelter Waren, um so die Abgaben an die regierende Familie von Gödens festzusetzen. Die Abgaben waren für die Herren von Gödens eine wichtige Einnahmequelle. Am Waagehaus befindet sich heute das Familienwappen von Franz Ico von Frydag.
In unmittelbarer Nähe der historischen Ortschaft steht das Landrichterhaus. Von Beginn des 17. Jahrhunderts bis 1743 unterhielt hier die Herrlichkeit Gödens ein eigenes Landgericht. Seit 1986 ist in dem historischen Gebäude ein Museum untergebracht, das eine Ausstellung zur Geschichte von Neustadtgödens zeigt.

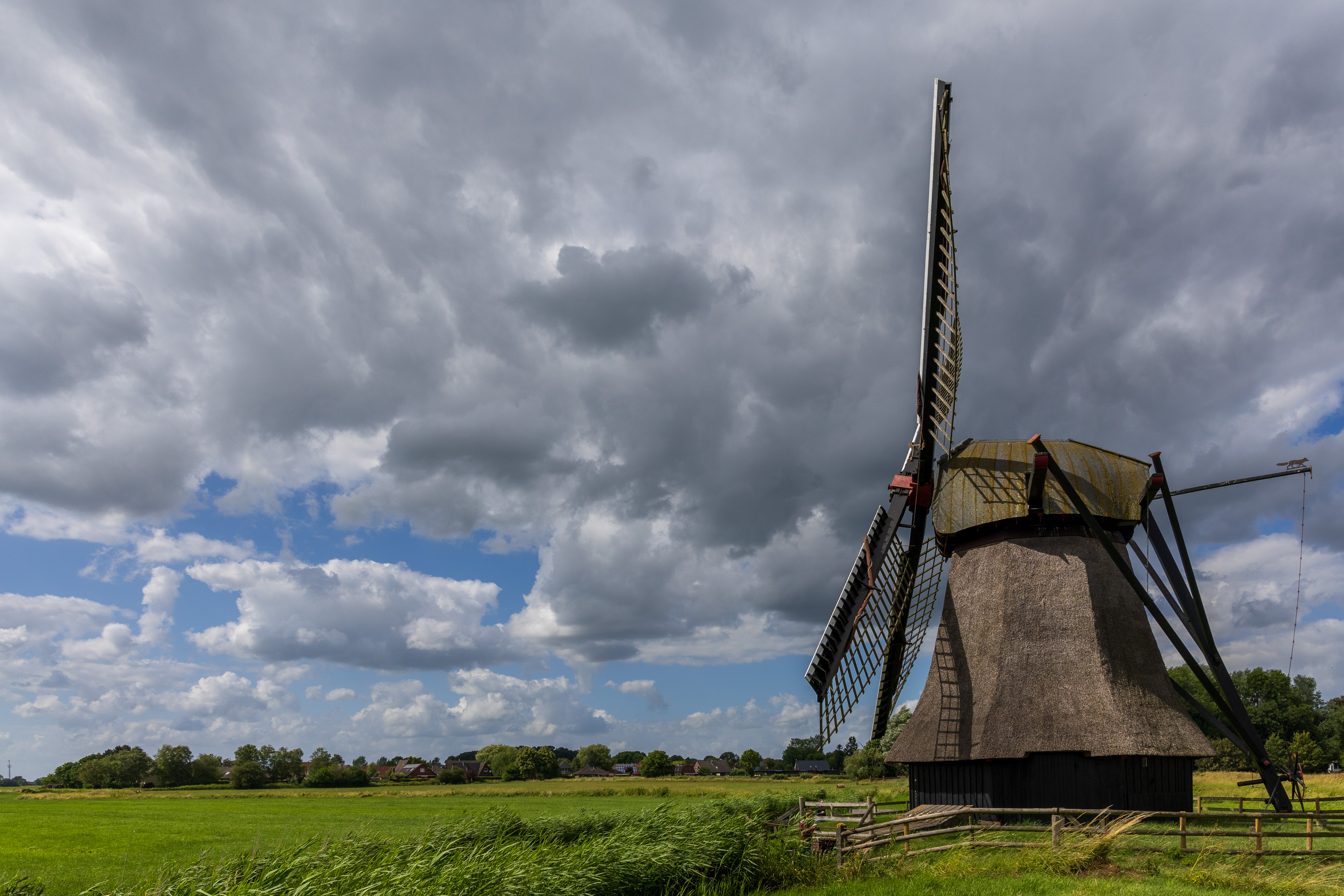
Wedelfelder Wasserschöpfmühle

Am Rande des Ortes befinden sich zwei holländische Windmühlen. Die Oberahmer Peldemühle wurde als zweistöckiger Galerieholländer 1764 auf dem Gebiet Jeverlands gebaut. Mit dem Bau reagierte der Graf von Gödens auf ein preußisches Mahledikt, das die Rechte der Herrlichkeiten an ihren Mühlen beschnitt. Die Wedelfelder Wasserschöpfmühle wurde 1844 als eine der letzten dieser Mühlen in Ostfriesland errichtet und diente der Entwässerung des teilweise unter dem Meeresspiegel liegenden Schwarzen Bracks.

## Rundgang durch den Ort

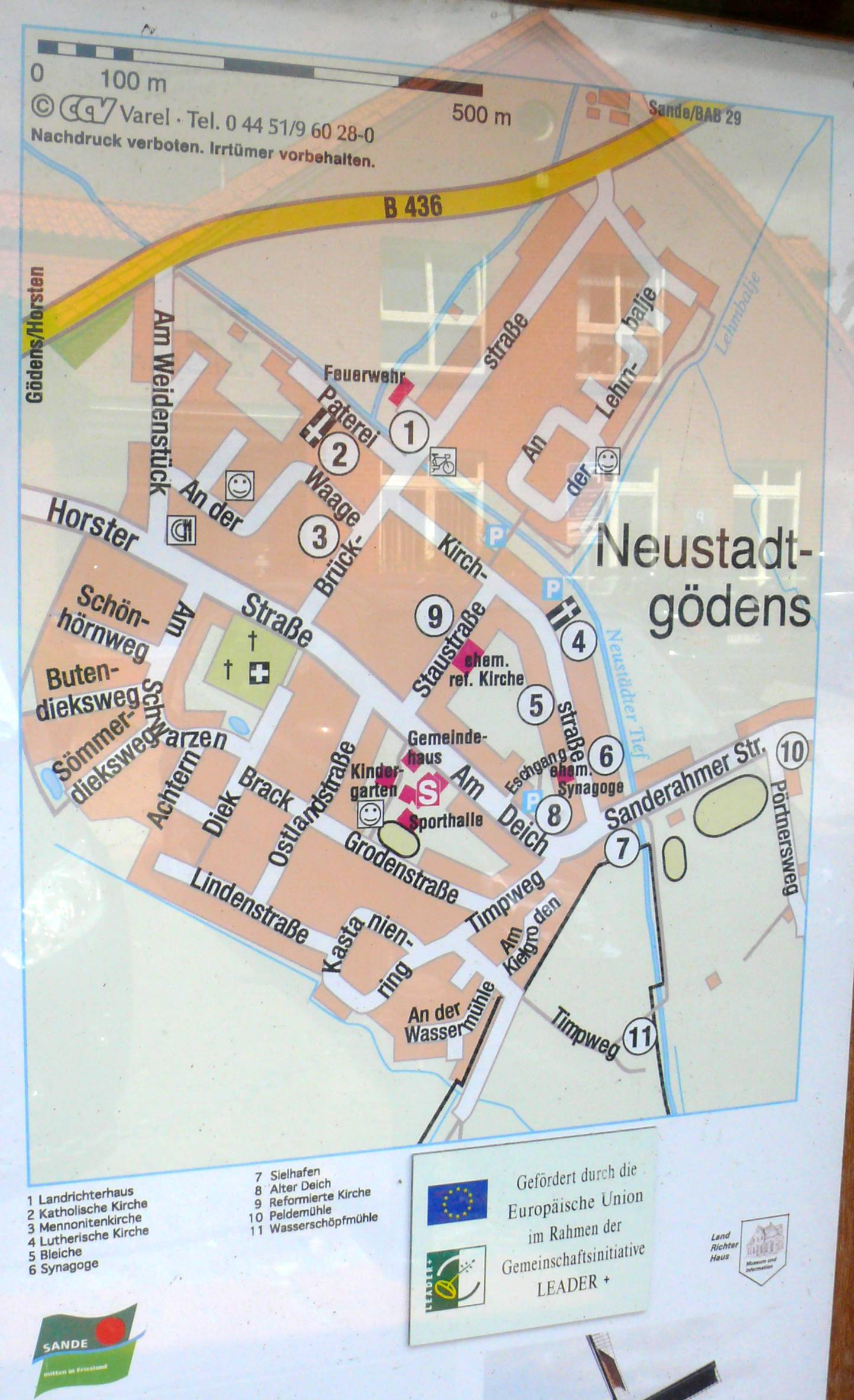
Plan für den Rundgang durch Neustadtgödens (neben dem Landrichterhaus)

Neben dem Landrichterhaus ist auf einer Informationstafel ein Vorschlag für einen Rundgang durch den Ort zu finden.
- 1. Das Landrichterhaus
- 2. Katholische Kirche
- 3. Mennonitenkirche
- 4. Lutherische Kirche
- 5. Die Bleiche[12]
- 6. ehemalige Synagoge
- 7. Sielhafen und Waagehaus[13]
- 8. Der Deich am „Schwarzen Brack“
- 9. Reformierte Kirche
- 10. Die Oberahmer Peldemühle[14]
- 11. Die Wedelfelder Wasserschöpfmühle[15]

## Persönlichkeiten

### Söhne und Töchter des Ortes
- Dorothea Fuhrken geb. Haren, Kayserlich gekrönte Poetin, geboren ca. 1722 in Neustadtgödens[16]
- Friedrich Ernst, erster deutscher Siedler in Texas, wurde 1796 auf Schloss Gödens geboren.
- Ludwig Hardt, Schauspieler, Vortragskünstler und Rezitator
- Catharina Gertrud Wenthin, Ehefrau des Orgelbauers Johann Friedrich Wenthin

### Mit Neustadtgödens verbunden
- Hermann Lange, einer der Lübecker Märtyrer, war Kaplan in Neustadtgödens
- Regine Kölpin, Schriftstellerin, lebt in Neustadtgödens